# Eva Paproth
Eva Paproth (* 9. Februar 1928 in Berlin) ist eine deutsche Paläontologin.
Paproth ging in Schwerin und Berlin zur Schule. Nach dem Abitur 1947 studierte sie Geologie, Paläontologie und Geophysik an der Universität Göttingen und in Freiburg im Breisgau. 1953 wurde sie in Göttingen promoviert (Zur Stratigraphie und Fazies des Kulm im Edergebiet). Von 1953 bis zu ihrer Pensionierung 1990 war sie beim Geologischen Landesamt Nordrhein-Westfalen in Krefeld, zuletzt als Geologiedirektorin.
Paproth trug mit dazu bei, dass sich nach dem Zweiten Weltkrieg die Zusammenarbeit deutscher Geologen mit ihren Kollegen aus Belgien, Niederlande, Frankreich und Großbritannien verbesserte, unter anderem durch von ihr organisierte Exkursionen im Gelände. Ihre Arbeit war multidisziplinär mit einem Schwerpunkt auf Biostratigraphie und der Paläogeographie des Devons und Karbons. Auch trug sie zur Erklärung der Entstehung der Varisziden bei. Zu ihrem internationalen Durchbruch verhalf ihr insbesondere ein Vortrag über die Parallelisierung von Kohlenkalk und Kulm während des Karbon-Kongresses 1967 in Sheffield.
Sie war Mitglied und zeitweise Vorsitzende der Stratigraphie-Kommission für das Karbon der International Union of Geological Sciences (IUGS) und der Arbeitsgruppe zur Grenze Devon-Karbon.
1995 wurde sie Ehrenmitglied der Paläontologischen Gesellschaft. Sie ist assoziiertes Mitglied der Königlich Belgischen Akademie der Wissenschaften (1996) und Ehrenmitglied der Geological Society of London und der Belgischen Geologischen Gesellschaft. 1993 erhielt sie die Hans-Stille-Medaille. 1982 wurde sie Chevalier de l’ordre de la Couronne. Paproth ist Ehrendoktor des Trinity College in Dublin und der Universität Louvain-la-Neuve in Belgien. 1989 bis 1993 war sie Vorsitzende der Berufsgruppe Deutscher Geowissenschaftler (BDG).